# Ctenocella longata
Ctenocella longata is een zachte koraalsoort uit de familie Ellisellidae. De koraalsoort komt uit het geslacht Ctenocella. Ctenocella longata werd in 1776 voor het eerst wetenschappelijk beschreven door Pallas. 